# صداها (فیلم ۱۹۷۳)
صداها (انگلیسی: Voices) فیلم درام روان‌شناختی دلهره‌آور به کارگردانی کوین بیلینگتون است که در سال ۱۹۷۳ منتشر شد. از بازیگران آن می‌توان به دیوید همینگز و گیل هانیکات اشاره کرد.